# Бикей, Андре
Андре́ Стефа́н Бике́й Амугу́ (фр. André Stéphane Bikey Amugu; род. 8 января 1985, Дуала) — камерунский футбольный защитник и тренер. С 2006 по 2010 год выступал за национальную сборную Камеруна, серебряный призёр Кубка африканских наций 2008 года. В настоящее время работает ассистентом Жозе Мануэла Гомеша в египетском «Замалеке».

## Карьера
Андре Бикей начинал футбольную карьеру в испанском «Эспаньоле», играл за молодёжную команду академии. По словам Бикея, в возрасте 16 лет он поехал на турнир «Меридиан Кап» в Италию, где получил звание лучшего защитника турнира, после чего его пригласили играть в Испанию. Летом 2002 года перешёл в португальский клуб «Марку» из города Марку-ди-Канавезиш. Во втором дивизионе Португалии дебютировал 29 сентября в матче против «Оваренси», а первый гол забил 19 апреля 2003 года в ворота «Фелгейраша». В сезоне 2002/03 камерунский защитник сыграл 13 матчей, забил один гол.
Летом 2003 года стал игроком команды «Пасуш де Феррейра», однако в основном составе сыграл лишь два матча в чемпионате Португалии — против «Маритиму» и «Бейра-Мар». В январе 2004 года Андре перешёл в клуб «Авеш» из района Вила-даз-Авиш. Первую игру провёл 1 февраля против «Портимоненсе», выйдя на замену во втором тайме. За «красно-белых» во втором дивизионе Бикей провёл 14 матчей, в последнем туре со «Спортингом» был удалён с поля за две жёлтые карточки.
В августе 2018 года последовал за Стивом Коппеллом в АТК.

## Достижения
- Бронзовый призёр чемпионата России: 2005

## Статистика по сезонам
| Сезон     | Команда                    | Кол-во игр | Кол-во голов |
| --------- | -------------------------- | ---------- | ------------ |
| 2005      | «Шинник» Ярославль         | 11         | 1            |
| 2005      | «Локомотив» (Москва)       | 9          | 0            |
| 2006      | «Локомотив» (Москва)       | 5          | 0            |
| 2006—2007 | «Рединг»                   | 15         | 0            |
| 2007—2008 | «Рединг»                   | 22         | 3            |
| 2008—2009 | «Рединг»                   | 25         | 3            |
| 2009—2010 | «Бернли»                   | 28         | 1            |
| 2010—2011 | «Бернли»                   | 28         | 2            |
| 2011—2012 | «Бернли»                   | 14         | 0            |
| 2011—2012 | «Бристоль Сити» (в аренде) | 7          | 0            |
| 2012—2013 | «Мидлсбро»                 | 33         | 1            |